# Xavier Pérez
Xavier Pérez Font (* 15. Januar 1968 in Escaldes–Engordany) ist ein ehemaliger andorranischer Radrennfahrer.

## Sportliche Laufbahn
Pérez war im Straßenradsport aktiv und Teilnehmer der Olympischen Sommerspiele 1988 in Seoul. Im olympischen Straßenrennen kam er auf den 59. Rang.
Er war auch Teilnehmer der Olympischen Sommerspiele 1992 in Barcelona. Im olympischen Straßenrennen wurde er auf dem 31. Platz klassiert. Bei den Spielen der kleinen Staaten von Europa im Radsport in Nikosia gewann er 1989 das Straßenrennen, 1991 wurde er Zweiter. 1991 wurde er Zweiter 1990 gewann er die erste Austragung des Etappenrennens Tour ta'Malta. 2000 siegte er in der Volta del Llagostí. 2003 war er in der Trofeu Joan Escolá erfolgreich.
1993 wurde er Berufsfahrer. Im Giro d’Italia 1993 schied er aus. Bei den Straßenradsport-Weltmeisterschaften 1993 und 1994 schied er im Rennen der Profis aus.

## Familiäres
Er ist der Bruder von Emili Pérez, der ebenfalls Olympiateilnehmer im Radsport war.